# Glør Thorvald Mejdell
Glør Thorvald Mejdell, född 29 maj 1851 i Kongsberg, död 24 november 1937, var en norsk ämbetsman och publicist. Han var son till mineralogen Nicolai Mejdell och far till skulptören Nicolai Mejdell. 
Mejdell blev høyesterettsadvokat 1878 och høyesterettsassessor 1899. Han var ursprungligen radikal, senare mera moderat, och framlade i en ofta tillspetsad, paradoxal form sina politiska och sociala åsikter i bland annat Tro (I–VI, 1901–03), Politik. Et valgmanifest (1903) och Fremtiden her i landet (1908).